# Трито (Перуђа)
Трито је насеље у Италији у округу Перуђа, региону Умбрија.
Према процени из 2011. у насељу је живело 92 становника. Насеље се налази на надморској висини од 288 м.